# Kung Pow: Enter the Fist
Kung Pow: Enter the Fist ist eine US-amerikanische Komödie aus dem Jahr 2002. Steve Oedekerk ist Autor, Produzent und Hauptdarsteller dieses Films und spricht im englischen Original außerdem fast alle Synchronstimmen. Oedekerk benutzte für diesen Film den Hongkong-/Martial-Arts-Film Tiger and Crane Fist aus dem Jahre 1977 und erstellte daraus einen Film mit neuer Handlung. Dabei wurden Szenen des alten Filmes neu geschnitten und der Hauptdarsteller des alten Filmes Jimmy Wang Yu mit Hilfe von Bluescreen-Techniken und digitaler Nachbearbeitung durch Steve Oedekerk ersetzt. Durch dieselbe Art und Weise ist auch der Film What's Up Tiger Lily? entstanden, den Woody Allen bereits im Jahr 1966 aus dem japanischen Film Kagi No Kagi neu zusammengeschnitten hat. Damals konnte sich der Regisseur, aufgrund fehlender technischer Mittel nicht via Bluescreen in den Film einbringen, dies geschah mittels nachgedrehter Szenen.
Der Film kam nicht in die deutschen Kinos. In Deutschland wurde er dennoch über das Internet bekannt und im Jahre 2004 erschien die DVD des Films in deutscher Sprache.
Im Abspann des Films ist ein Trailer für eine mögliche Fortsetzung von Kung Pow zu sehen, (Kung Pow 2: Tongue of Fury). Dies nährte Spekulationen über ein baldiges Erscheinen der Fortsetzung, für das es jedoch keine weiteren Anhaltspunkte gibt.

## Handlung
Steve Oedekerk spielt den Auserwählten (engl. The Chosen One). Er ist mit dem Zeichen des Auserwählten gebrandmarkt: seine Zunge führt ein Eigenleben, hat ein eigenes Gesicht, inklusive einer kleinen Zunge. Von Zeit zu Zeit stößt sie spitze Schreie aus und wird vom Auserwählten Zünglein (Tonguey) genannt.
Als der Auserwählte noch ein Baby war, entsandte das mysteriöse Konzil des Bösen (engl. Evil Council) Meister Pain (Master Pain), um seine Familie und ihn zu ermorden. Doch Meister Pain scheitert bei dem Versuch, den Auserwählten zu töten, da dieser bereits als Baby über erstaunliche Kampfkunst verfügt und sich zu verteidigen weiß.
Viele Jahre später beschließt der Auserwählte, den Mörder seiner Eltern zu finden, um sich zu rächen. Dazu absolviert er ein Training in der Schule von Meister Tang. Hier lernt er auch die schöne Ling kennen und erfährt mehr über das geheimnisvolle Konzil des Bösen.

## Highlights
Eine der bekanntesten Szenen des Films ist der Kampf zwischen dem Auserwählten und der Kuh von Master Pain. Diese Szene ist des Öfteren auch als Videosequenz im Internet zu finden, meist aber ohne Hinweis auf die Quelle. Die Kuh ist ein 3D-animierter Character und wurde von Jeff Lew animiert, der bereits an Visual Effects für den Film Matrix gearbeitet hat (in besagter Szene finden sich Anspielungen darauf).
Ebenso große Resonanz beim Publikum fanden die Dialoge von Ling, die stellenweise stark dadaistische Züge annehmen. Steve Oedekerk sagte in einem Interview, dass jene Zeilen ursprünglich lediglich als Platzhalter gedient hätten, die restliche Crew den Regisseur jedoch letztlich überzeugen konnte, keine neuen Dialoge zu schreiben und die Platzhalter in den finalen Schnitt zu übernehmen.

## DVD
Die deutsche DVD enthält als Tonspuren das englische Original und eine synchronisierte deutsche Fassung (beide in 5.1 Dolby Digital) sowie beide Sprachen als Untertitel.
Als Extras sind unter anderem vorhanden:
- Hinter den Kulissen
- Herausgeschnittene Szenen
- Kommentare
- Alternative Tonspuren
- Kinotrailer
- Toungy Tribut

## Kritiken
Das Lexikon des internationalen Films urteilte, es handle sich bei dem Film um eine „[m]ittelprächtige Eastern-Persiflage in Trash-Manier“. Die Produktion sei „eine Folge nicht immer gelungener Gags, d[ie] allenfalls eingefleischte Fans des Genres bei der Stange hält“.